# Рафаель Гольцдеппе
Рафаель Гольцдеппе  (нім. Raphael Holzdeppe, 28 вересня 1989) — німецький легкоатлет, олімпійський медаліст, чемпіон світу.

## Виступи на Олімпіадах
| Олімпіада   | Дисципліна         | Місце  |
| ----------- | ------------------ | ------ |
| Пекін 2008  | стрибки з жердиною | 8      |
| Лондон 2012 | стрибки з жердиною | 3      |
| Ріо 2016    | стрибки з жердиною | 26 (q) |

## Зовнішні посилання
- Досьє на sport.references.com [Архівовано 13 червня 2017 у Wayback Machine.]